# Union des clubs taurins de France

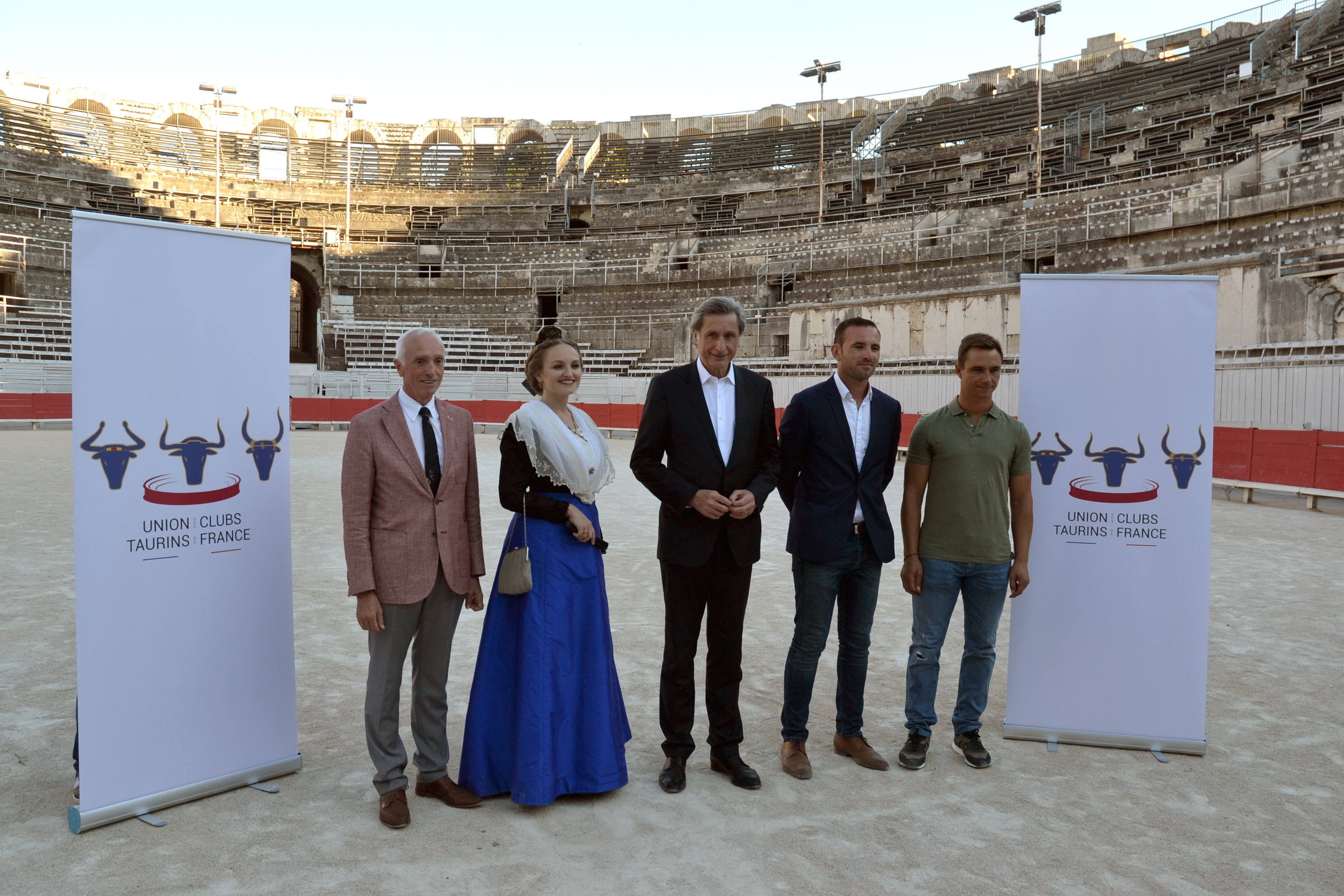
Présentation logo et identité UCTF dans les arènes d'Arles

L'Union des clubs taurins de France est une association loi de 1901. Créée en 1955 sous le nom d'Union des clubs taurins Paul-Ricard, elle prend sa forme actuelle en 2020, après l'arrêt du soutien de la société Pernod Ricard. Elle regroupe des membres adhérents de clubs taurins, comités des fêtes, ou associations festives, organisant des rencontres et des événements taurins, festifs et musicaux comprenant des corridas, courses camarguaises, corridas de rejón, et des courses landaises.

## Historique
En 1939, le domaine de Méjanes, situé aux Saintes-Maries-de-la-Mer, est vendu à l'industriel Paul Ricard,. Il y développe l'élevage de vaches laitières et la riziculture et organise pour le personnel, pendant la Seconde Guerre mondiale, des jeux taurins. Il fait construire sur le domaine, en 1955, des arènes en dur d'une capacité de 5 000 places, et créé un club taurin pour rassembler les amoureux des spectacles taurins dont il confie la présidence à son beau-frère Louis Thiers. Les clubs se développement rapidement partout en France, tous avec des statuts identiques et les mêmes couleurs, le bleu, le jaune et le rouge de Ricard, et logo.
En 1961, une union des clubs taurins Paul Ricard (UCTPR) est créée pour les fédérer, toujours sous la présidence de Louis Thiers. L'aide de la société Ricard consiste en vaisselle et objets publicitaires aux couleurs de l'entreprise, en affiches pour les évènements, et les clubs ne doivent se fournie en alcool que dans la société. L'assemblée générale de l'UCTPR se déroule chaque année au domaine de Méjanes,.
En 1979, Philippe Thiers, qui prendra à la suite de son père la présidence de l'UCTPR en 1988, signe un accord avec la Fédération française de la course landaise et les clubs taurins Paul Ricard se développent alors dans le sud-ouest,. À la suite de la promulgation de la Loi Évin en 1991, il n'y a plus de fourniture d'alcool par la société Paul Ricard mais celle-ci continue à jouer son rôle de mécène de l'UCTPR.
En janvier 2020, Pernod Ricard annonce la fin de son appui à l'UCTPR et de sa subvention de 150 000 euros accordée chaque année à l'association. L'UCTPR se renomme alors Union des Clubs Taurins de France avec comme logo une vache landaise, un taureau de combat et un cocardier camarguais.

## Répartition géographique
Les 377 clubs taurins regroupent 15 200 adhérents,. Ils sont répartis essentiellement dans le Sud de la France, avec une très forte proportion dans les départements du Sud Ouest (Landes, Gers, Pyrénées Atlantiques, Gironde) et dans les départements du Sud Est (Hérault, Gard, Bouches-du-Rhône, principalement) et quelques clubs dans d'autres régions d'Occitanie, et de France.